# ویتالی هوبارنکو
ویتالی هوبارنکو (اوکراینی: Віталій Сергійович Губаренко؛ ۱۳ ژوئن ۱۹۳۴ – ۵ مهٔ ۲۰۰۰) آهنگساز اهل اتحاد جماهیر شوروی سوسیالیستی بود.
وی همچنین برندهٔ جوایزی همچون جایزه ملی شوچنکو شده‌است.